# توکل‌آباد (ریگان، یک)
توکل‌آباد ۱، روستایی در دهستان سعدآباد بخش رحمت‌آباد شهرستان ریگان در استان کرمان ایران است.

## جمعیت
بر پایه سرشماری عمومی نفوس و مسکن در سال ۱۳۹۵، جمعیت این روستا برابر با ۱۷۷ نفر (۴۷ خانوار) بوده است.